# Comuna Karnacivka, Lanivți
Karnacivka (în ucraineană Карначівка) este o comună în raionul Lanivți, regiunea Ternopil, Ucraina, formată din satele Karnacivka (reședința) și Șîlî.

## Demografie
Componența lingvistică a comunei Karnacivka
     Ucraineană (98,2%)
     Alte limbi (0,9%)
Conform recensământului din 2001, majoritatea populației comunei Karnacivka era vorbitoare de ucraineană (98,2%), existând în minoritate și vorbitori de alte limbi.